# Clutchy Hopkins
Clutchy Hopkins ist eine fiktive Figur, unter deren Namen mehrere Alben mit elektronischer Musik erschienen. Es ist unbekannt, wer sich hinter dem Pseudonym verbirgt.

## Geschichte
Clutchy Hopkins trat in Erscheinung 2005, als das Album The Life of Clutchy Hopkins erschien. Eine „offizielle“ Biografie des bis dato unbekannten Künstlers wurde verbreitet, laut der er ein um die Welt reisender Revolutionär sei, der in vielen Ländern traditionelle Musik studiert habe. Seit den 70er Jahren sei er an mehreren Aufnahmen von Jazz- und Funk-Bands beteiligt, wobei sein Name auf seinem Wunsch nie genannt worden sei. 2008 wurde eine DVD unter dem Titel Walking Backwards veröffentlicht, auf der eine Reihe von Protagonisten vertreten waren, die bestätigten, Clutchy Hopkins begegnet zu sein. Ubiquity Records, das Musiklabel, auf dem Hopkins’ Alben erscheinen, behauptet auf seiner Seite, mit Hilfe seiner Tochter Kelli Hopkins in Kontakt mit Clutchy gekommen zu sein.
Hopkins soll auch unter anderen den Aliassen Misled Children und Eugene Harrington veröffentlichen.
Es gibt mehrere Theorien über die wahre Identität von Hopkins, darunter DJ Shadow, MF DOOM, Cut Chemist und die Beastie Boys. Seine Musik verbindet eine Reihe von Genres wie Hip-Hop, Trip-Hop, Funk und Jazz.

## Diskografie
- The Life of Clutchy Hopkins (Crate Digler, 2005)
- Walking Sdrawksab (Ubiquity, 2008)
- Fascinating Fingers mit Shawn Lee (Ubiquity, 2008)
- Clutch of the Tiger mit Shawn Lee (Ubiquity, 2008)
- Music Is My Medicine mit Lord Kenjamin (Ubiquity, 2009)
- The Story Teller (Ubiquity, 2010)
- High Desert Low Tide mit Fat Albert Einstein (Aural Tradition, 2017)
- Icebox mit The Red Spiders, JVISION, E.SC (EP; Swampcoolin, 2017)

### Als Misled Children
- People’s Market (Porter Records, 2008)
- The Misled Children Meet Odean Pope (Porter Records, 2008)

### Als Eugene Harrington
- The Life of Eugene Harrington (NOECHO Records, 2010)